# Vipsania Attica
Vipsania Attica (Roma, fra il 36 a.C. e il 28 a.C. – ...) è stata una nobildonna romana, probabilmente figlia di Marco Vipsanio Agrippa e di Pomponia Cecilia Attica.

## Biografia
Mai citata direttamente nelle fonti antiche, la sua esistenza e la sua identità sono deducibili dall'esistenza e dalla data di nascita di suo figlio, Decimo Aterio Agrippa, che Attica ebbe da suo marito, l'oratore Quinto Aterio. Sebbene a volte ritenuta figlia della seconda moglie di Agrippa, Claudia Marcella maggiore, una nipote di Augusto, la data di nascita di Decimo e lo scarso rango di Quinto, che lo avrebbe reso uno sposo inadatto per una parente, seppur alla lontana, dell'imperatore, fanno invece pensare che fosse figlia piuttosto della sua prima moglie, Pomponia Cecilia Attica. Un'altra teoria è che non fosse figlia di Agrippa, ma sua sorella (a volte identificata con Vipsania Polla, altre con una seconda sorella ignota).
Sappiamo che sposò Quinto Aterio, un homo novus molto più anziano di lei, intorno al 15 a.C., e che suo figlio nacque nel 13 a.C.
Una presunta rappresentazione di Quinto e Attica è visibile in uno dei bassorilievi dell'Ara Pacis a Roma.